# Styloleptus nigronotatus
Styloleptus nigronotatus là một loài bọ cánh cứng trong họ Cerambycidae.